# Pedro Cardoso
Pedro Cardoso Martins Moreira (Rio de Janeiro, 31 de dezembro de 1962) é um ator, redator, roteirista, autor, escritor e humorista brasileiro. Ele recebeu vários prêmios ao longo de sua carreira, incluindo um Grande Otelo, quatro Prêmios Qualidade Brasil, e um Prêmio Shell, além de ter recebido indicações para um Emmy Internacional e três Prêmios Guarani. Cardoso é considerado fundador do teatro besteirol, movimento marcante do teatro carioca na década de 1980.
Cardoso iniciou sua carreira no início dos anos 1980 no teatro, trabalhando como iluminador, onde se interessou pela atuação. Ele então passou a integrar grupos de teatro e começou a produzir e atuar em espetáculos de comédia, popularizando o teatro besteirol com peças como Bar, Doce Bar (1982) e C de Canastra (1987). Em 1988 protagonizou a peça Noel Rosa, interpretando o protagonista-título. Ele recebeu aclamação por esse trabalho e se saiu vencedor do Prêmio Shell de Melhor Ator.
Concomitantemente à carreira no teatro, Pedro também começou a atuar no cinema e na televisão, como ator e roteirista. Em 1985 estreou na televisão em uma participação especial na série Armação Ilimitada. Mas foi como roteirista do programa de humorístico TV Pirata que ele se destacou em 1988. Posteriormente, ele recebeu elogios por sua performance na minissérie Anos Rebeldes (1992), como o novelista Galeno Quintanilha. Em 1994 integrou o elenco da novela Pátria Minha. Entretanto, o ator alcançou maior sucesso em 2001 quando passou a interpretar Agostinho Carrara no seriado A Grande Família. A série foi ao ar durante treze anos na TV Globo, sendo uma das mais populares da televisão brasileiro, e seu personagem se tornou um dos maiores símbolos populares da teledramaturgia brasileira. Por esse trabalho, ele foi agraciado quatro vezes com o Prêmio Qualidade Brasil de melhor ator de comédia e foi nomeado ao Emmy Internacional de melhor ator, em 2008.
Nos cinemas, estreou em 1984 no filme Os Bons Tempos Voltaram: Vamos Gozar Outra Vez. Em 1994 se destacou no filme A Matadeira, que conta a história da Guerra de Canudos, no qual interpreta vários personagens, ganhando o prêmio de melhor ator pelo Festival do Rio. Em 1997 estrelou o indicado ao Óscar de melhor filme estrangeiro O Que É Isso, Companheiro?, filme que aborda a ditadura militar brasileira e pelo qual ele recebeu sua primeira indicação ao Prêmio Guarani de Melhor Ator. Cardoso também recebeu elogios por sua atuação no filme O Homem Que Copiava (2003), vencendo o Grande Otelo de melhor ator coadjuvante. Em 2004 protagonizou o filme Redentor, pelo qual recebeu sua segunda indicação ao Prêmio Guarani de Melhor Ator. Em 2016 foi convidado para atuar no filme Barata Ribeiro, 716, depois de oito anos afastado do cinema.

## Biografia
Nascido e criado no Rio de Janeiro, Pedro é o segundo filho de seis irmãos. Seu pai foi um advogado e seu avô foi um dos presidentes do Banco do Brasil. Em sua família, ele tem como primos o cineasta Ivan Cardoso e o ex-presidente da República Fernando Henrique Cardoso.

## Carreira
Pedro Cardoso se interessou pelo mundo das artes desde muito jovem. Durante sua adolescência, ele passou por vários trabalhos temporários. No teatro, ele trabalhou como iluminador de uma peça. Lá ele conheceu e se aproximou de vários atores e profissionais do teatro, se interessando pela profissão. Ele então passou a frequentar grupos de teatro. No início de sua carreira, fez amizade com o também ator e redator Felipe Paranhos, com quem ele realizou uma série de parcerias. Juntos eles escreveram, dirigiram e montaram uma série de peças do gênero besteirol, um movimento marcante do teatro carioca na década de 1980, o qual ele é considerado um dos fundadores. Entre outros trabalhos, destacam-se os espetáculos Bar, Doce Bar (1982), C de Canastra (1987), The Best: A Besta (1988) e A Macaca (1991). Pedro também se aproximou do cinema e da televisão, alcançando sucesso como ator e roteirista. Em 1984, atuou no primeiro longa-metragem de sua carreira, a comédia Os Bons Tempos Voltaram: Vamos Gozar Outra Vez, dirigido por seu primo Ivan Cardoso. No ano seguinte, 1985, ele estreou na televisão fazendo participação especial em um episódio da série Armação Ilimitada, denominado O Corcel Malhadão, como Fred Ganso. Em 1986, atuou no filme As Sete Vampiras, sendo novamente convidado por Ivan Cardoso.
Em 1987, transferiu-se para a Rede Bandeirantes, para atuar no especial Wandergleyson Show, o primeiro programa com roteiro de autoria das turmas da Casseta Popular e d'O Planeta Diário e a primeira vez em que ambos se uniram na televisão. O especial serviu como inspiração para a criação do humorístico TV Pirata, da TV Globo, o qual Pedro compôs a equipe de roteiristas em 1988. Nesse mesmo ano, participou da minissérie O Pagador de Promessas, onde fez o pequeno papel de um sacristão. Ainda em 1988, ele realizou seu primeiro trabalho em uma telenovela com uma participação especial na novela das sete Bebê a Bordo. Entre 1989 e 1990 foi integrante do quadro Controle Remoto, exibido no programa Domingão do Faustão, sendo também um dos assistentes de palco. Também estrelou o musical Noel Rosa no teatro, espetáculo baseado na biografia do músico e compositor Noel Rosa, interpretado pelo ator. Ele recebeu aclamação da crítica por seu desempenho, sendo esse seu primeiro papel de maior repercussão. Cardoso foi eleito o melhor ator de 1988 pelo Prêmio Shell, maior premiação do teatro brasileiro. Em 1990 atuou na minissérie A, E, I, O... Urca, série é ambientada no Cassino da Urca e se passa nas décadas de 1930 e 1940, nos chamados anos de ouro do Rio de Janeiro. Em 1991 fez uma participação especial na novela Vamp.
Em 1992, o ator ganhou maior repercussão pelo seu trabalho na minissérie Anos Rebeldes, onde ele interpretou um papel dramático, diferente do habitual em sua carreira na televisão. Na trama, ele interpretou Galeno Quintanilha, um novelista que tem seu trabalho censurado pela Ditadura Militar por se tratar de uma trama abolicionista. O personagem é inspirado em fatos da vida do próprio autor da minissérie, Gilberto Braga, que teve seu trabalho censurado quando escrevia a novela Escrava Isaura, sucesso mundial de 1976. Em 1994, ele teve seu primeiro personagem fixo em uma novela, em Pátria Minha, exibida no horário nobre da TV Globo e de autoria de Gilberto Braga, repetindo a parceria com o autor. No mesmo ano fez participação especial na série Confissões de Adolescente, na TV Cultura. Ainda em 1994, ele protagonizou o curta-metragem A Matadeira, que conta o massacre de Canudos a partir de um canhão inglês Withworth de 32 libras, apelidado pelos sertanejos de a Matadeira. No filme, ele interpretou vários personagens, incluindo  Prudente de Morais e Antônio Conselheiro. Ele recebeu o prêmio de melhor ator pelo Rio Cine Festival (atual Festival do Rio) por esse trabalho.
Entre 1995 e 1997, esteve na série A Comédia da Vida Privada, onde além de ser um dos roteiristas, também foi um dos principais nomes da atração, interpretando diversos personagens diferentes. Em 1997, Pedro teve maior destaque no cinema protagonizando o drama O Que É Isso, Companheiro?, filme indicado ao Óscar de melhor filme estrangeiro. O longa conta a história de brasileiros perseguidos pela Ditadura Militar e a performance dramática dele foi indicada ao Prêmio Guarani de Melhor Ator, maior premiação da crítica de cinema brasileira. Estreou como apresentador no programa Vídeo Show, permanecendo na equipe da atração entre 1998 e 1999. Em 1999 foi convidado para o elenco do humorístico Zorra Total para atuar como Thales no quadro Manual de Instrução. Ele também protagonizou o filme de drama Por Trás do Pano (1999) ao lado de Denise Fraga, Luís Melo e Marisa Orth, e esteve no elenco da comédia romântica Bossa Nova (2000).
Em 2001, ele integrou o elenco do seriado A Grande Família, exibido pela TV Globo, interpretando o cômico Agostinho Carrara. A série e o seu personagem caíram no gosto popular e esse se tornou o seu trabalho mais memorável, dando a ele uma enorme projeção no país. A série permaneceu sendo líder de audiência durante 14 temporadas, chegando ao fim em 2014. Ao longo dos anos de exibição do seriado, Pedro recebeu inúmero prêmios e indicações, incluindo a nomeação ao Emmy Internacional de melhor ator. Na série, ele fez par romântico com a atriz Guta Stresser, que interpretava Bebel Carrara. Em entrevistas recentes, a atriz afirmou ter tido uma série de desentendimentos com Pedro Cardoso, culminando ao ponto dos dois não se falarem nos bastidores do programa.
Em 2003, Pedro atuou no filme O Homem que Copiava, como malandro Cardoso, amigo do protagonista interpretado por Lázaro Ramos. A performance cômica do ator lhe rendeu o prêmio Grande Otelo de melhor ator coadjuvante, concedido pela Academia Brasileira de Cinema. Também em 2003 ele trabalhou como roteirista do filme Lisbela e o Prisioneiro, uma adaptação da peça de teatro homônima de Osman Lins. Ele recebeu indicações de melhor roteiro adaptado nas cerimônias do Grande Prêmio do Cinema Brasileiro e do Prêmio Guarani, em 2004. Pedro protagonizou o filme Redentor (2004) como Célio Rocha, um jornalista que vive uma crise familiar desde que o pai adoeceu por não ter recebido as chaves de um apartamento que comprou e busca por justiça. Por seu desempenho, foi novamente indicado ao Prêmio Guarani de Melhor Ator. Em 2007, esteve no longa A Grande Família - O Filme, derivado da série homônima, interpretando seu famoso personagem Agostinho Carrara. Em 2008 fez uma participação especial no filme de comédia A Casa da Mãe Joana e protagonizou o filme Todo Mundo Tem Problemas Sexuais, baseado na peça homônima de Domingos Oliveira e Alberto Goldin.
Em 2016, foi convidado por Domingos de Oliveira para atuar em seu filme, Barata Ribeiro, 716, depois de oito anos afastado do cinema. Na televisão, voltou a atuar em 2017, depois do término do seriado A Grande Família, na série de televisão portuguesa País Irmão, fazendo participação especial em dois episódios. Em 2022, o ator acusou a produotra Dueto Produções de roubar a autoria da série Área de Serviço, escrita por ele e por sua esposa, Graziella Moretto, a qual teria sido criada para a plataforma HBO Max, mas teve negociações atrapalhadas com a conivência de funcionários da WarnerMedia.

## Vida pessoal
Discreto quanto a sua vida pessoal, o ator foi casado por duas vezes. Sua primeira união foi com Maristela Cardoso, com quem foi casado na década de 80 e teve duas filhas, Luíza Cardoso e Maria Cardoso.
Desde 2007, Cardoso mantém seu casamento com a atriz Graziella Moretto. Atualmente, o casal reside em Cascais, cidade em Portugal, e possuem uma filha, Mabel Cardoso. O ator utiliza suas redes sociais para compartilhar raros registros com sua família e também para publicar suas opiniões políticas, que ganham muita repercussão entre seus fãs. Recentemente, declarou-se de esquerda. Posteriormente, extrema-esquerda.

## Filmografia

### Televisão
| Ano     | Título                    | Papel / Função          | Nota                               |
| ------- | ------------------------- | ----------------------- | ---------------------------------- |
| 1983    | Quarta Nobre              | Betinho                 | Episódio: Alice & Alice            |
| 1985    | Armação Ilimitada         | Fred Ganso              | Episódio: O Corcel Malhadão        |
| 1986    | Tele Tema                 | Vacilo                  | Episódio: Luz, Câmera, Ação        |
| 1987    | O Natal da Grande Família | Surrão                  | Especial de fim de ano             |
| 1987    | Wandergleyson Show        | Vários personagens      |                                    |
| 1988    | Armação Ilimitada         | Mesquitinha             | Episódio: Quando as Máquinas Piram |
| 1988    | O Pagador de Promessas    | Sacristão               |                                    |
| 1988    | Bebê a Bordo              | Flávio                  | Episódio: 8 de julho               |
| 1989    | Chico Anysio Show         | Vários Personagens      |                                    |
| 1989    | Domingão do Faustão       | Apresentador            | Quadro: Controle Remoto            |
| 1990    | A, E, I, O... Urca        | Nico                    |                                    |
| 1991    | Vamp                      | Tobias                  | Episódio: 15 de julho              |
| 1992    | Anos Rebeldes             | Galeno Quintanilha      |                                    |
| 1992    | Você Decide               | Godofredo               | Episódio: Palavras de Amor         |
| 1994    | Pátria Minha              | Albano Mendes Campelo   |                                    |
| 1994    | Confissões de Adolescente | Dr. Rogério Rumker      | Episódio: A Melhor Amiga           |
| 1995–97 | A Comédia da Vida Privada | Vários personagens      | Também roteirista                  |
| 1998–99 | Vida ao Vivo Show         | Apresentador            |                                    |
| 1999    | Zorra Total               | Thales                  | Quadro: Manual de Instrução        |
| 2001–14 | A Grande Família          | Agostinho Carrara       |                                    |
| 2004    | Sitcom.br                 | Ex-fumante              | Episódio: Parei de Fumar           |
| 2009    | A Turma do Didi           | Superbarraco            | Episódio: 12 de outubro            |
| 2014    | Fantástico                | Vários personagens      | Quadro: Uãnuêi                     |
| 2017    | País Irmão                | Mário Barbosa Rodrigues |                                    |
| 2023    | Compro Likes              | Peter Brendon           | Episódio: #BasicBroWagner          |

### Cinema
| Ano  | Nome                                           | Personagem                                                      | Notas          |
| ---- | ---------------------------------------------- | --------------------------------------------------------------- | -------------- |
| 1984 | Os Bons Tempos Voltaram: Vamos Gozar Outra Vez | Bilu                                                            |                |
| 1986 | Geléia Geral                                   | Artista                                                         | Curta-metragem |
| 1986 | Acre-Doce                                      | Mocinho                                                         | Curta-metragem |
| 1986 | As Sete Vampiras                               | Pedro                                                           |                |
| 1990 | Veja Esta Canção                               | Marcos André                                                    |                |
| 1992 | Moradores da Rua Humboldt                      | Filho                                                           | Curta-metragem |
| 1994 | Dente por Dente                                | Pedro Paulo                                                     |                |
| 1994 | A Matadeira                                    | Prudente de Morais / Antônio Conselheiro / Professor / Pregador |                |
| 1995 | Felicidade É...                                | Luís                                                            |                |
| 1997 | O Que É Isso, Companheiro?                     | Fernando Gabeira / Paulo                                        |                |
| 1998 | Traição                                        | Mário                                                           |                |
| 1999 | Bossa Nova                                     | Roberto                                                         |                |
| 1999 | Por Trás do Pano                               | Marcos                                                          |                |
| 2003 | O Homem que Copiava                            | Cardoso                                                         |                |
| 2004 | Redentor                                       | Célio Rocha                                                     |                |
| 2007 | A Grande Família - O Filme                     | Agostinho Carrara                                               |                |
| 2008 | A Casa da Mãe Joana                            | Vavá                                                            |                |
| 2008 | Todo Mundo Tem Problemas Sexuais               | Divino                                                          |                |
| 2016 | Barata Ribeiro, 716                            | Valério                                                         |                |

## Teatro
Embora frequentemente se diga que Pedro foi integrante do grupo de teatro Asdrúbal Trouxe o Trombone, ele mesmo já desmentiu isso em entrevistas. Começou no teatro trabalhando como iluminador de uma peça, após ter passado por vários empregos temporários durante a adolescência. E conhecendo vários atores na ocasião, interessou-se pela profissão e começou a se dedicar a ela.
Seu principal parceiro na carreira teatral, pelo menos no início, foi o também ator e redator Felipe Pinheiro. E juntos eles escreveram, dirigiram e montaram uma série de peças do gênero besteirol, entre as quais pode-se destacar Bar, Doce Bar (1982), C de Canastra (1987), The Best: A Besta (1988) e A Macaca (1991). Trabalharam juntos também como co-redatores do programa TV Pirata, um dos marcos no humorismo televisivo brasileiro. Trabalhou com Felipe juntos de 1982 até 1993, quando Felipe faleceu.
A partir daí estrelou outras produções, como O Autofalante e Os Ignorantes, ambas com texto de sua autoria, e outras como Todo Mundo Tem Problemas Sexuais, e Os improváveis.
| Ano  | Nome                | Personagem       | Notas                           | Ref.   |
| ---- | ------------------- | ---------------- | ------------------------------- | ------ |
| 1993 | Autofalante         | Sem nome         |                                 | [ 18 ] |
| 1997 | Noite de Reis       |                  |                                 | [ 19 ] |
| 1998 | Os Ignorantes       | José de Oliveira |                                 | [ 20 ] |
| 2011 | Uãnuêi              |                  | Improviso com Graziella Moretto | [ 21 ] |
| 2015 | O Homem Primitivo   |                  |                                 | [ 22 ] |
| 2019 | Nem Sim Nem Não     |                  | Infantil Graziella Moretto      | [ 23 ] |
| 2019 | Uãnuêi – Match      |                  | Improviso com Graziella Moretto | [ 23 ] |
| 2019 | Uãnuêi – a Festa    |                  | Improviso com Graziella Moretto | [ 23 ] |
| 2019 | Uãnuêi – Profissões |                  | Improviso com Graziella Moretto | [ 23 ] |
| 2019 | À Sombra dos Outros |                  |                                 | [ 23 ] |